# Ablassbrief

Ablassbrief im Namen Leos X. von 1515

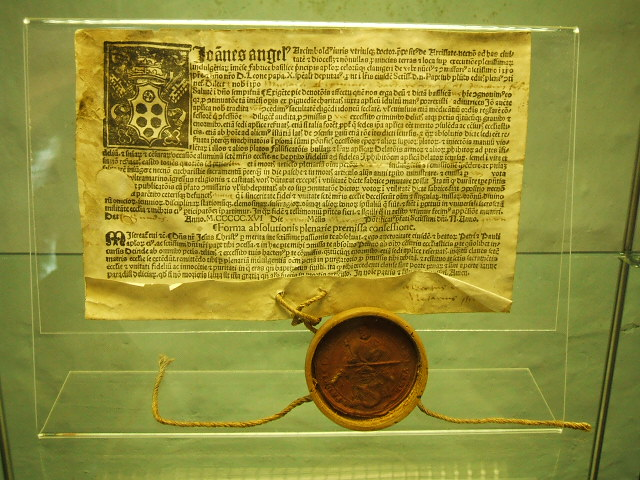
Ablassbrief, im Bestand des Stralsund Museums

Der Ablassbrief bescheinigte dem Erwerber einen Ablass, das heißt den „Nachlass von auferlegten Strafen, die von dem Sünder nach seiner Umkehr noch zu verbüßen sind“. Andere Bezeichnungen sind Indulgenzbrief (von lat. litterae indulgentiales), Ablassblatt oder, insbesondere bei größerem Bildteil, Ablassbild. Der Ablassbrief ist nicht zu verwechseln mit dem Ablassprivileg für eine Wallfahrtskirche.
Der Ablassbrief gehört formal zu den Einblattdrucken, die im 15. Jahrhundert von Briefmalern als Holzschnitte oder Kupferstiche mit christlichen Darstellungen und beigefügten Gebeten angefertigt und verkauft wurden.
Ausgestellt wurde der Ablassbrief im Namen eines vom Papst beauftragten Bischofs oder Kardinals, wobei die Römisch-katholische Kirche den Käufern einen Nachlass zeitlicher Sündenstrafen oder einen vollkommenen Ablass gewährte. Einer großen Nachfrage erfreuten sich im Spätmittelalter die von mehreren Bischöfen zugleich verliehenen Sammelindulgenzen, denn die Gläubigen nahmen an, dass sich dabei die Zahl der gewährten Ablasstage um die Zahl der ausstellenden Bischöfe vervielfache. Im Unterschied dazu ist eine Ablassbulle vom Papst selbst ausgestellt worden. Auflagen waren die Verrichtung bestimmter Gebete (beispielsweise mit einem Rosenkranz) oder gottgefälliger Werke (etwa Spenden für den Bau von Kirchen). Im Zuge der Verbreitung dieser Briefe spielte der Dominikaner Johann Tetzel eine besondere Rolle, vor allem mit dem berühmten Satz: „Wenn das Geld im Kasten klingt, die Seele aus dem Feuer springt.“
Für Martin Luther war die Praxis, durch Ablassbriefe zum Beispiel den Bau des Petersdoms in Rom zu finanzieren, einer der Hauptkritikpunkte an der Römisch-katholischen Kirche und motivierte ihn letztlich zur Verfassung der 95 Thesen.
Am 8. Februar 1567 hob Papst Pius V. in der Konstitution Etsi Dominici alle Almosenablässe auf und verfügte am 2. Januar 1570 in der Konstitution Quam plenum die Exkommunikation für jene, die mit den Ablässen Handel treiben wollten, was noch im Codex Iuris Canonici von 1917 zum Can. 2327 zur Strafe der Exkommunikation führte.